# Pyrgomorpha minuta
Pyrgomorpha minuta är en insektsart som beskrevs av Kevan, D.K.M. 1963. Pyrgomorpha minuta ingår i släktet Pyrgomorpha och familjen Pyrgomorphidae. Inga underarter finns listade i Catalogue of Life.